# Gligor Stanojević
Gligor Stanojević (Velestovo kod Cetinja, 1919. – 1989.), crnogorski povjesničar. 

## Životopis

### Školovanje
Školovao se u Cetinjskoj i Pećkoj gimnaziji. Studije povijesti upisao je na Filozofskom fakultetu u Beogradu, gdje je i diplomirao 1949. godine. Nakon završetka studija primljen je za asistenta u Istorijskom institutu Srpske Akademije Nauka u kojem je radio do 1984. godine. Doktorsku disertaciju na temu "Crna Gora u doba vladike Danila" obranio je 1953. godine.

### Znanstveno-istraživački rad
Veliki dio svog plodnog znanstveno-istraživačkog rada, može se reći najznačajniji, Gligor Stanojević je posvetio proučavanju povijesti Crne Gore u periodu 16. do 18. stljeća. Oslanjajući se pretežno na građu iz arhiva u Veneciji (koju je dopunjavao dokumentima iz arhiva u Zadru, Kotoru i Dubrovniku) otkrivao je dragocjene podatke koji su mu omogućili temeljitije i svestranije proučavanje procesa i događaja u povijesnom razvitku Crne Gore toga razdoblja, do tada nedovoljno poznatih ili samo djelomično osvijetljenih i proučenih.
Objavio je više monografija: Šćepan Mali, Dalmacija u doba Morejskog rata 1684-1699, Crna Gora pred stvaranje države 1773-1796, Jugoslovenske zemlje u mletačko-turskim ratovima XVI-XVIII vijeka, Srbija u doba Bečkog rata 1683-1699, Mitropolit Vasilije Petrović i njegovo doba (1740-1766), Dalmatinske krajine u XVIII vijeku. Objavljivao je i arhivsku građu, najviše o Boki kotorskoj i Dalmaciji. Jedan je od autora Povijesti Crne Gore, u kojoj je obradio period od početka 16. do kraja 18. stoljeća (tom III/1).
Istražujući prošlost Crne Gore od 16. do 18. stoljeća na bazi arhivske građe prvog reda, Gligor Stanojević objavio je brojne studije, članke i priloge. Rezultate tih istraživanja unio je djelomično i u spomenute monografije. Međutim mnogi zanimljivi podaci i činjenice koji detaljnije osvjetljavaju različita pitanja i aspekte povijesnog razvoja Crne Gore nisu uključeni u te monografije i sinteze već se nalaze u radovima objavljenim u različitim publikacijama, časopisima i zbornicima. Neki od tih radova su objavljeni u Zborniku radova Crna Gora u XVI i XVII vijeku.